# Ovario poliquístico
Se habla de un ovario poliquístico (PCO) cuando presenta 12 o más folículos antrales, ya que lo habitual es presentar entre cuatro y 12 folículos por ovario. Por tanto, el término no hace referencia a la presentación de quistes en el ovario. El folículo ovárico es la unidad funcional del ovario. Concretamente, los folículos terciarios o folículos antrales están compuestos por un ovocito, que se encuentra rodeado por la zona pelúcida, las células de la granulosa (Cumulus Oophorus) y las células de la teca, y desplazado lateralmente debido a que se ha formado una cavidad llena de líquido (antrum). Es importante no confundir los ovarios poliquísticos con el síndrome de ovario poliquístico (PCOS o SOP), un trastorno endocrino asociado con una serie de síntomas y una de las causas mayoritarias de subfertilidad femenina, mientras que la presencia de ovarios poliquísticos no influye directamente en la fertilidad. Los problemas asociados a los ovarios poliquísticos pueden ser alteraciones en la menstruación o la producción de óvulos de mala calidad. Como el estadio de folículo terciario o folículo antral se aprecia muy bien mediante ecografía, es posible contar el número de folículos antrales de cada ovario y así establecer la reserva ovárica de la mujer.

## Ligas externas
- Datos: Q116203491